# Bicarinibracon tricarinatus
Bicarinibracon tricarinatus är en stekelart som först beskrevs av Cameron 1897.  Bicarinibracon tricarinatus ingår i släktet Bicarinibracon och familjen bracksteklar. Utöver nominatformen finns också underarten B. t. niger.